# Ludwig Andreas Khevenhüller
Ludwig Andreas Khevenhüller, född 30 november 1683, död 26 januari 1744, var en österrikisk greve och militär. Han var sonson till Franz Christoph Khevenhüller.
Khevenhüller utmärkte sig först i spanska tronföljdskriget, därefter i slagen vid Peterwardein och Belgrad. Han blev generalmajor 1723 och fältmarskalklöjtnant 1733. Efter slaget vid Parma 1734 blev Khevenhüller general av kavalleriet och fick strax därefter överbefälet över trupperna i Italien. 1737 blev han fältmarskalk, och utmärkte sig även i det nya kriget mot turkarna. Sin största insats gjorde dock Khevenhüller i österrikiska tronföljdskriget. Han satte Wien i gott försvarstillstånd, slog som befälhavare för Donauarmén i upprepade strider fransmännen och bayrarna, drev dem tillbaka över Rhen och besatte Bayern. Vid sin återkomst till Wien hälsades han av Maria Teresia som hennes räddare med avled kort därpå. Khevenhüller fick även stor betydelse för den österrikiska arméns utbildning genom sina reglementen.